# Gymnopapuaia palau
Gymnopapuaia palau är en tvåvingeart som först beskrevs av John Otterbein Snyder 1965.  Gymnopapuaia palau ingår i släktet Gymnopapuaia och familjen husflugor. Inga underarter finns listade i Catalogue of Life.